# Luftschlacht um England (Film)
Luftschlacht um England (Originaltitel: Battle of Britain) ist ein britischer Kriegsfilm des mehrmaligen James-Bond-Regisseurs Guy Hamilton und der Produzenten Harry Saltzman und S. Benjamin Fisz für den Verleih United Artists. Er schildert den Kampf um die Luftherrschaft über den Britischen Inseln im Zweiten Weltkrieg zur Vorbereitung einer deutschen Invasion. Die Besetzung umfasst zahlreiche meist britische Stars. Laurence Olivier und Trevor Howard spielen RAF-Generale, daneben sind Michael Caine, Robert Shaw und Christopher Plummer als Staffelführer zu sehen. Der bekannteste deutsche Schauspieler ist Curd Jürgens in einer kurzen Gastrolle als Diplomat. Das Drehbuch von James Kennaway und Wilfred Greatorex basiert auf dem Buch The Narrow Margin von Derek Wood und Derek Dempster.

## Handlung
Nach dem Sieg über Frankreich im Sommer 1940 bereitet die Wehrmacht die Invasion von Großbritannien vor. Zu deren Vorbereitung versucht die deutsche Luftwaffe, die Luftherrschaft über den britischen Inseln zu erkämpfen. Doch die Abfangjäger des RAF Fighter Command unter Führung von Air Marshal Sir Hugh Dowding kämpfen entschlossen, um einen deutschen Sieg abzuwenden. Auf deutscher Seite übernimmt Hermann Göring auf dem Höhepunkt der Schlacht die Leitung der Luftschläge gegen England. Zahlenmäßig ist die Royal Air Force der deutschen Luftwaffe zunächst unterlegen, deshalb beginnt sie mit der Rekrutierung kanadischer, polnischer und tschechischer Piloten.
Unterstützt von Beobachtern und den ersten Radaranlagen kämpfen die englischen Piloten nach einem ausgeklügeltem System im Lauf der Handlung mit großem Einsatz und unter erheblichen Verlusten gegen die deutschen Verbände, die die Militärflugplätze in Südengland angreifen und versuchen, sowohl Infrastruktur und auch möglichst viele britische Jagdflugzeuge am Boden zu zerstören.
Nach dem versehentlichen Bombardement Londons und des darauffolgenden britischen Luftangriffs auf Berlin kündigt Adolf Hitler massive Vergeltung an, wodurch nun London in das Visier der deutschen Bomber gerät. Die dortige Zivilbevölkerung erleidet bei diesen Angriffen schwere Verluste. Dadurch wird jedoch der Angriffsdruck von den wichtigen südenglischen Militärflugplätzen genommen.
Weitere taktische Fehler der Deutschen führen dazu, dass sich das Blatt wendet. Griffen die deutschen Bomber bislang im Schutze der Nacht an, befiehlt Göring nun zusätzliche Angriffe auf London auch bei Tag. Das und der längere Anflugweg auf die englische Hauptstadt gibt jedoch erstmals den weiter nördlich in Mittelengland stationierten britischen Jägern die Möglichkeit, die deutschen Flugzeuge auf deren Rückweg zu attackieren. Außerdem müssen die deutschen Jäger jetzt eng mit den Bombern fliegen, wodurch Göring ihnen ihre Bewegungsfreiheit nimmt und sie im Luftkampf benachteiligt. Die Verluste der Deutschen werden kritisch. Am Ende gelingt es der Luftwaffe nicht, die Luftherrschaft über England zu erringen und die geplante Invasion Englands wird abgesagt.
Am Ende zitiert der Film Churchills berühmten Satz über den Mut der RAF-Piloten und listet die Verlustzahlen der Royal Air Force und ihrer Verbündeten sowie der deutschen Luftwaffe während der Luftschlacht um England auf.

## Dreharbeiten
Drehorte in London waren unter anderem die St Katharine Docks, wo zur Zeit der Dreharbeiten mehrere ältere Häuser abgerissen wurden, sowie die U-Bahn-Station Aldwych. Luftaufnahmen entstanden auch in Spanien bei Sevilla. Historische Luftbasen der RAF in England dienten ebenfalls als Drehorte.
Der Film erforderte eine große Anzahl von historischen Flugzeugen. Im September 1965 kontaktierten die Produzenten Harry Saltzman und S. Benjamin Fisz den ehemaligen Group Captain T.G. ‚Hamish‘ Mahaddie der RAF Bomber Command Group, um die benötigten Flugzeuge zu finden und ihren Einsatz zu arrangieren. Schließlich wurden 100 Flugzeuge eingesetzt, die scherzhaft als „35.-größte Luftwaffe der Welt“ bezeichnet wurden. Mit Mahaddies Hilfe konnten 109 Spitfires in Großbritannien aufgespürt werden, von denen 27 verfügbar waren, 12 davon flugfähig. Mahaddie handelte den Einsatz von sechs Hawker Hurricanes aus, von denen drei flugfähig waren.
Für die Dreharbeiten wurden unter anderem Flugzeuge der spanischen Luftwaffe ausgeliehen bzw. erworben (HA-1112, CASA 2.111).
Den Produzenten kam zugute, dass die spanische Luftwaffe auf modernere Strahlflugzeuge umstellen wollte und sich die obsoleten Propellerflugzeuge noch in flugfähigem Zustand befanden.
Die HA-1112 ist eine Weiterentwicklung der in Spanien in Lizenz gebauten Bf 109 G-2 und wurde im Film dazu verwendet, die 1940 von der Luftwaffe eingesetzten Bf 109 E-4 darzustellen. Zu diesem Zweck wurden Bordwaffenattrappen und Höhenleitwerksverstrebungen nachgerüstet. Außerdem wurde die Lackierung dem Tarnschema der Luftwaffe nachempfunden. Die Produktionsfirma (Spitfire Productions) kaufte 27 HA-1112 von der spanischen Luftwaffe. Eine dieser Maschinen wurde in den letzten Jahren restauriert und ist seit dem 19. Mai 2006 wieder flugfähig. Das Flugzeug mit der Produktionsnummer 223 wurde 1959 von Hispano Aviación in Sevilla gebaut. Als „Rote 7“ lackiert wirkte sie im Film mit. Aktuell ist sie im Farbschema einer fiktiven Bf 109 E „Gelbe 10“ lackiert, wie es auch im Film Verwendung fand. Der überwiegende Teil der heute noch flugfähigen Bf 109 stammen aus dem Bestand des Filmes und wurden z. T. später wieder mit den deutschen DB-605-Originalmotoren ausgerüstet.
Für die Darstellung der deutschen Bomberflotte wurden 32 zweimotorige CASA 2.111 verwendet. In der Flugwerft des Deutschen Museums in Oberschleißheim bei München wurde von 2000 bis 2009 eine der in Spanien unter Lizenz gebauten He 111 H-16 (CASA 2.111B) restauriert, die zuletzt bei den Dreharbeiten im Einsatz war.
Auf Seiten der Verteidiger waren Supermarine Spitfire und Hawker Hurricane im Einsatz, wobei in den Massenszenen die geringe Anzahl der verfügbaren Hurricanes durch entsprechend umlackierte HA-1112 ergänzt wurden. Ein Vorteil der Produktionsgesellschaft war, dass fast alle Maschinen mit dem britischen Triebwerk Rolls-Royce Merlin ausgestattet waren.
In Nebenrollen waren zwei CASA 352 zu sehen und britische Modellbauer wurden engagiert, um ferngesteuerte Modelle der Junkers Ju 87 für die Dreharbeiten anzufertigen.
Als Kameraflugzeug wurde eine North American B-25 umgebaut, deren zahlreiche ehemalige Waffenstände den Einbau von diversen Kameras erlaubten.

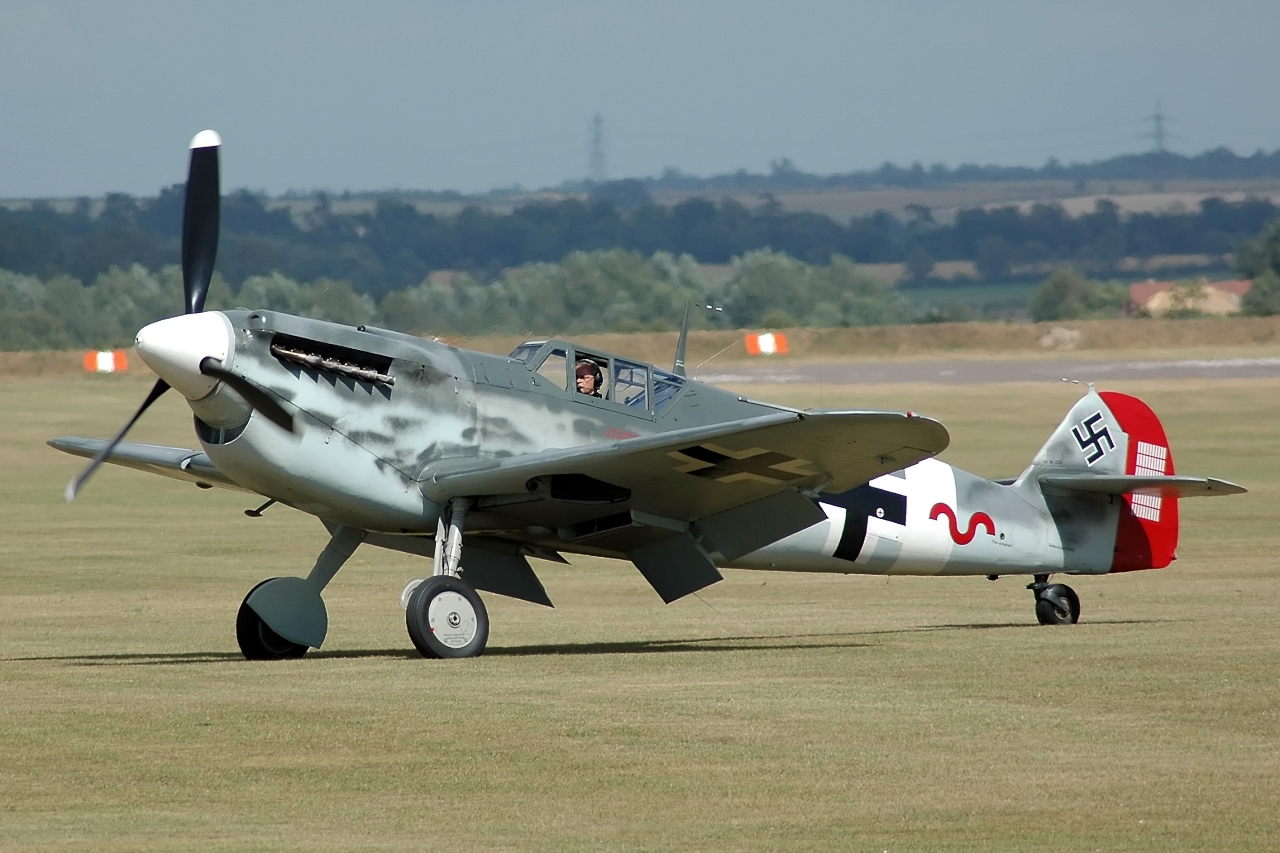
HA-1112-M1L Buchón C.4K-102 (Real Aeroplane Company)
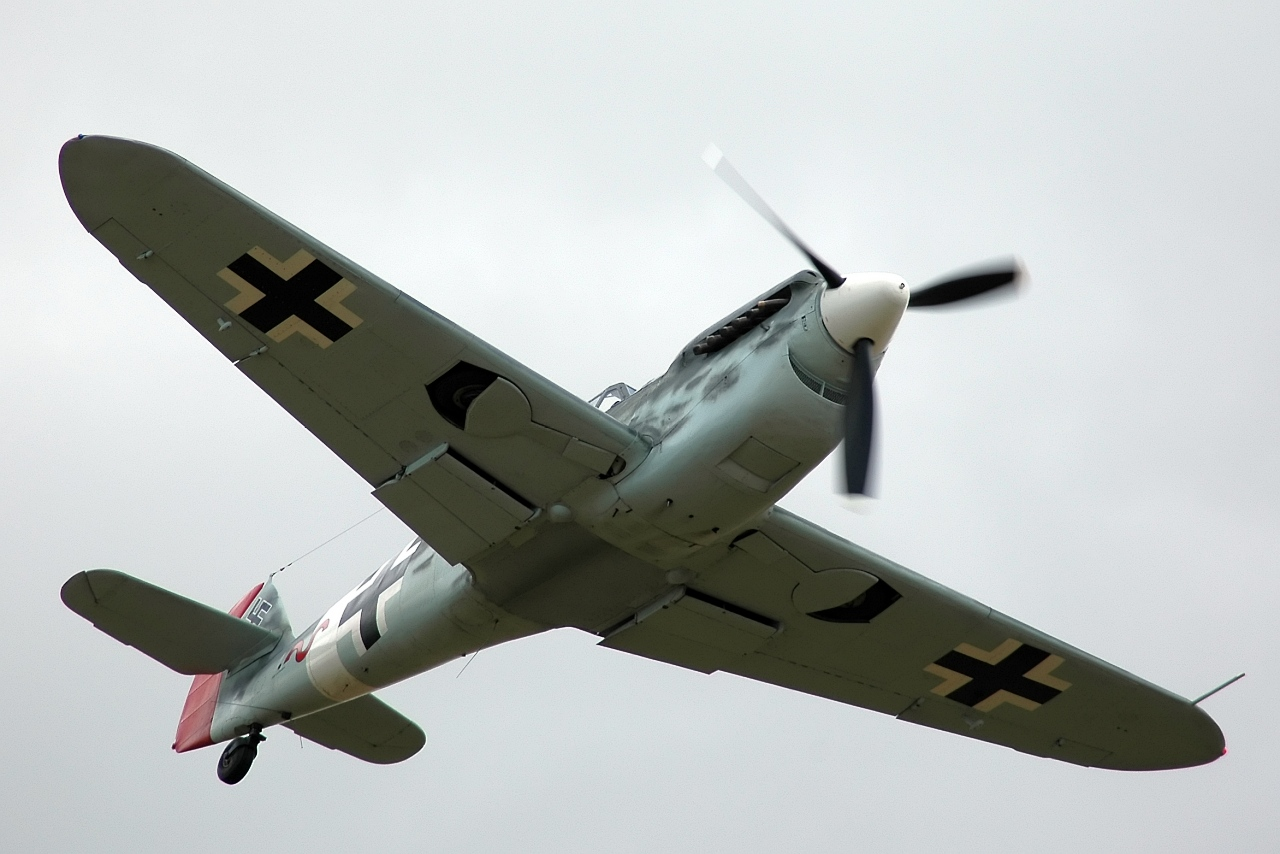
HA-1112-M1L Buchón C.4K-102 (Real Aeroplane Company)

## Kritik
„Dem scheinrealistischen, monumentalen Breitwand-Film mangelt es vor allem an authentischer Darstellung und künstlerischem Ausdrucksvermögen, so daß Hintergründe und Zusammenhänge des Krieges und der politischen Handlungen unklar bleiben.“

„Ein englischer Film, der sich mit enormem Aufwand um dokumentarische Echtheit bemüht, dessen Personenzahl und Handlungsflut aber den Zuschauer insgesamt in seltsam kühler Distanz lassen. Für interessierte Erwachsene und ältere Jugendliche geeignet, für jüngere Altersstufen aus unterschiedlichen Gründen weniger.“

„Der in Paris geborene ‚James-Bond‘-Regisseur Guy Hamilton rekonstruierte 1969 mit vielen spektakulären Luftkampfszenen und riesigem Staraufgebot den Luftkrieg über England. […] Heraus kam ein atemberaubendes, actiongeladenes Kriegsspektakel, das trotz der aufdringlichen patriotischen Zwischentöne und der eher lahmen Story überzeugt.“

## Wissenswertes
In der englischen Fassung wird der von Ron Goodwin eigens für den Film komponierte „Ace High March“ als Titelmusik verwendet, in der deutschen Fassung wurde dieses Stück durch den „Badenweiler-Marsch“ und das Trio von „Preußens Gloria“ ersetzt. In DVD-Veröffentlichungen spätestens ab 2005 sowie TV-Ausstrahlungen ist mittlerweile jedoch die Musik von Goodwin zu hören.
Technische und militärische Berater der deutschen Seite des Films waren Generalleutnant Adolf Galland, Oberst Hans Brustellin sowie Major Franz Frodel.
Der Film erhielt 1970 eine Nominierung für den britischen Society of Film and Television Arts Award für den Besten Ton (Best Sound) für Teddy Mason und Jim Shields.
1969 erschien ebenfalls der Film „Stukas über London“, zwar unter anderer Produktion, aber mit ähnlicher Thematik.